# 231
| [ Edytuj tabelę ] |                                             |
| Władca Korei      | - 227 Tongch’ŏn 248                         |
| Papież            | - 217 Hipolit Rzymski 235 - 230 Poncjan 235 |
| Król Persji       | - 224 Ardaszir I 241                        |
| Cesarz Rzymu      | - 222 Aleksander Sewer 235                  |

Rok 231 / CCXXXI
stulecia: II wiek ~
III wiek ~
IV wiek

lata: 221 «
226 «
227 «
228 «
229 «
230 «
231
» 232
» 233
» 234
» 235
» 236
» 241

## Wydarzenia
- Zebiniusz został dwunastym patriarchą Antiochii.

## Urodzili się
- Dharmaraksza, chiński propagator buddyzmu (zm. 308–316).

## Zmarli
- Filetus, patriarcha Antiochii.